# Ada, Serbien

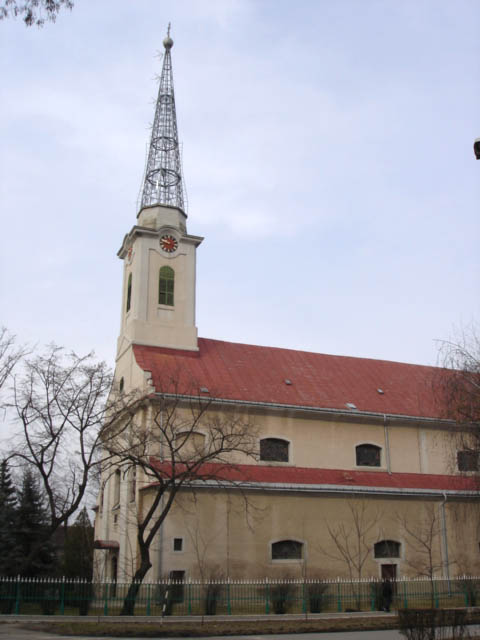
Katolska kyrkan i Ada

Ada (serbiska: Ада, Ada, ungerska: Ada) är en stad och kommun i provinsen Vojvodina i Serbien. Ada ligger nära floden Tisza och ingår administrativt i distriktet Norra Banatet även om staden historiskt är en del av Bačka. Vid 2002 års folkräkning hade staden 10 546 invånare, och kommunen 18 972. Majoriteten av befolkningen (77% år 2002) är ungrare.